# G·亚瑟·库珀
G·亚瑟·库珀（英語：Gustav Arthur Cooper，1902年2月9日—2000年10月17日）是一位美国古生物学家，1924年本科毕业于柯盖德大学，1926年在本校硕士毕业，1929年获得耶鲁大学博士学位，后工作于史密森尼学会至1974年退休，2000年逝世。